# Roman Radziwonowicz
Roman Radziwonowicz (ukr. Роман Радзивонович, ur. 1 sierpnia 1959) – polski wokalista i dyrygent pochodzenia ukraińskiego.
Ukończył Akademię Muzyczną im. Ignacego Jana Paderewskiego w Poznaniu. Pracował jako nauczyciel muzyki, instruktor muzyczny, dyrygent orkiestry dętej. W latach 1993–1999 był dyrektorem artystycznym i dyrygentem Chóru Męskiego Żurawli, którego wcześniej był chórzystą (1977–1993). Wielokrotnie był w kierownictwie artystycznym Festiwali Kultury Ukraińskiej w Polsce oraz Spotkań Kultur i Festiwali Zespołów Dziecięcych w Koszalinie. Wykonał „Dumkę Bohuna” do filmu Jerzego Hoffmana „Ogniem i mieczem”. Odznaczony Srebrną Odznaką Polskiego Związku Chórów i Orkiestr (1992), nadawaną przez Ministerstwo Kultury i Dziedzictwa Narodowego odznaką Zasłużony Działacz Kultury (1997), stypendium twórczym Ministra Kultury i Sztuki (1999). W latach 2004–2007 pełnił funkcję dyrektora naczelnego Bałtyckiego Teatru Dramatycznego w Koszalinie.